# Comuna Lapșîn, Berejanî
Lapșîn (în ucraineană Лапшин) este o comună în raionul Berejanî, regiunea Ternopil, Ucraina, formată din satele Haiok și Lapșîn (reședința).

## Demografie
Componența lingvistică a comunei Lapșîn
     Ucraineană (99,62%)
     Alte limbi (0,38%)
Conform recensământului din 2001, majoritatea populației comunei Lapșîn era vorbitoare de ucraineană (99,62%), existând în minoritate și vorbitori de alte limbi.